# Daniel Crowley
Daniel Crowley (ur. 3 sierpnia 1997 w Coventry) – angielski piłkarz irlandzkiego pochodzenia występujący na pozycji pomocnika w holenderskim klubie Willem II Tilburg. Wychowanek Aston Villi, w swojej karierze grał także w takich zespołach jak Arsenal, Barnsley, Oxford United oraz Go Ahead Eagles. Były młodzieżowy reprezentant Anglii i Irlandii.